# Governatorati dell'Iraq

Mappa dei governatorati dell'Iraq

I governatorati dell'Iraq, o province (muḥāfaẓa), sono la suddivisione territoriale di primo livello del Paese e sono pari a 19.

## Lista
| Localizzazione | Governatorato                 | Governatorato    | Capoluogo    | Popolazione (2011) | Superficie (km²) | Densità (ab./km²) | Governatore             |
| Localizzazione | Nome                          | Nome in arabo    | Capoluogo    | Popolazione (2011) | Superficie (km²) | Densità (ab./km²) | Governatore             |
| -------------- | ----------------------------- | ---------------- | ------------ | ------------------ | ---------------- | ----------------- | ----------------------- |
|                | Governatorato di al-Anbar     | الأنبار          | Ramadi       | 1 561 400          | 138 501          | 12,91             | Ali Farhan Hameed       |
|                | Governatorato di Babil        | بابل             | al-Hilla     | 1 820 700          | 5 119            | 309,21            |                         |
|                | Governatorato di Baghdad      | بغداد            | Baghdad      | 7 055 200          | 4 555            | 11 130,2          | Atwan Al Atwani         |
|                | Governatorato di Bassora      | البصرة           | Bassora      | 2 532 000          | 19 070           | 118,02            | Asaad Al Eidani         |
|                | Governatorato di Dhi Qar      | ذي قار           | Nāṣiriyya    | 1 836 200          | 12 900           | 147,77            | Yahia Nasseri           |
|                | Governatorato di Diyala       | ديالى            | Ba'quba      | 1 443 200          | 17 685           | 95,85             | Muthana Al-Timimi       |
|                | Governatorato di Dihok        | دهوك             | Dihok        | 1 128 700          | 6 553            | 172,05            | Ali Tattar Nerway       |
|                | Governatorato di Arbil        | اربيل            | Erbil        | 1 612 700          | 15 074           | 262,21            |                         |
|                | Governatorato di Halabja      | پارێزگای ھەڵەبجە | Halabja      | 337 000            | 3 060            | 122,19            | Azad Tofiq              |
|                | Governatorato di Kerbela      | كربلاء           | Kerbela      | 1 066 600          | 5 034            | 214,82            | Aqil Al-Turaihi         |
|                | Governatorato di Kirkuk       | كركوك            | Kirkuk       | 1 395 600          | 9 679            | 98,27             |                         |
|                | Governatorato di Maysan       | ميسان            | al-'Amara    | 971 400            | 16 072           | 59,41             | Ali Dawai Lazem         |
|                | Governatorato di al-Muthanna  | المثنى           | Samawa       | 719 100            | 51 740           | 14,3              | Mohammed Ali Al-Hassani |
|                | Governatorato di Najaf        | النجف            | Najaf        | 1 285 500          | 28 824           | 48,57             | Luay al-Yassiry         |
|                | Governatorato di Ninive       | نينوى            | Mosul        | 3 270 400          | 37 323           | 75,32             | Najim Al-Juburee        |
|                | Governatorato di al-Qadisiyya | القادسية         | al-Dīwāniyya | 1 134 300          | 8 153            | 220,78            |                         |
|                | Governatorato di Salah al-Din | صلاح الدين       | Tikrit       | 1 408 200          | 24 751           | 54,04             | Ammar Jabr Al-Jubouri   |
|                | Governatorato di Sulaymaniyya | السليمانية       | Sulaymaniyya | 1 878 800          | 17 023           | 242,12            |                         |
|                | Governatorato di Wasit        | واسط             | al-Kut       | 1 210 600          | 17 153           | 73,76             | Malik Khalaf            |